# Мендоса, Кристобаль
Кристобаль Уртадо де Мендоса (исп. José Cristóbal Hurtado de Mendoza y Montilla; 23 июня 1772 — 8 февраля 1829) —  венесуэльский политик, первый  президент Венесуэлы в 1811—1812 годах.

## Биография
Родился в районе Трухильо 23 июня 1772 года. Воспитывался отцом в францисканском монастыре под присмотром отца Антонио де Перейры. В возрасте 16 лет был отправлен в Каракас, чтобы завершить своё образование. В 1794 году получил диплом юриста. После этого переехал в Санто-Доминго, где продолжал изучать гражданское право.Трудился адвокатом. В Венесуэлу Мендоса вернулся в начале XIX века. В марте 1811 года во время войны за независимость в Венесуэле было создано первое правительство в виде триумвирата, в котором три человека по очереди исполняли обязанности главы исполнительной власти. В возрасте 39 лет Мендоса стал членом триумвирата и был единогласно избран первым, кто его возглавил 5 марта 1811 года. Во главе триумвирата Мендоса начал борьбу с теми частями страны, которые продолжали оставаться в руках  испанских роялистов. Он также стал автором Декларации независимости Венесуэлы, провозглашенной 5 июля 1811. Находясь на посту главы государства, также был членом Конституционной конвенции, которая работала над проектом первой конституции республики в декабре 1811. Первая республика потерпела крах в результате вторжения испанских роялистов под руководством капитана Доминго де Монтеверде. После этого Мендоса уехал на остров Гренада. В 1813 года президентом Второй Венесуэльской республики стал Симон Боливар. Он писал Мендосе:
Вы немедленно должны вернуться. Страна нуждается в Вашем присутствии. Я буду идти впереди Вас и завоевывать, а вы отправляйтесь вслед и управляйте, потому что я завоеватель, а Вы — организатор.
Кристобаль Мендоса вернулся в Венесуэлу и стал губернатором провинции  Мерида. Позже Боливар назначил его на пост губернатора провинции Каракас. В 1814 году силы роялистов снова вторглись в пределы Республики, и Мендоса снова был вынужден отправиться в изгнание, на этот раз — на Нидерландские Антильские острова. Там он писал многочисленные статьи в защиту движения за независимость от испанского господства. В 1821 году после битвы при Карабобо Мендоса вернулся на родину и был назначен на пост министра юстиции Великой Колумбии. В 1826 году он стал интендантом департамента Венесуэлы. Кристобаль Мендоса всю жизнь следовал идеалам Симона Боливара. Он всегда выступал за федерацию латиноамериканских республик и был противником сепаратистских взглядов Хосе Антонио Паэса, который в дальнейшем стал президентом Венесуэлы. На смертном одре он выразил свою политическую волю в письме Боливару, в котором заявил, что всё его имущество составляют «незначительные услуги для республики и воспоминания о нашей дружбе». Скончался в Каракасе 8 февраля 1829 года.